# Kanada a 2000. évi nyári olimpiai játékokon
Kanada az ausztráliai Sydneyben megrendezett 2000. évi nyári olimpiai játékok egyik részt vevő nemzete volt. Az országot az olimpián 29 sportágban 294 sportoló képviselte, akik összesen 14 érmet szereztek.

## Érmesek
| Érem  | Versenyző | Sportág       | Versenyszám              |
| ----- | --- | ------------- | ------------------------ |
| Arany | Daniel Igali | Birkózás      | Szabadfogás, 69 kg       |
| Arany | Sébastien Lareau Daniel Nestor | Tenisz        | Férfi páros              |
| Arany | Simon Whitfield | Triatlon      | Férfi                    |
| Ezüst | Nicolas Gill | Cselgáncs     | Férfi félnehézsúly       |
| Ezüst | Emilie Heymans Anne Montminy | Műugrás       | Női szinkron toronyugrás |
| Ezüst | Caroline Brunet | Kajak-kenu    | Női kajak egyes 500 m    |
| Bronz | Heather McDermid Heather Davis Dorota Urbaniak Theresa Luke Emma Robinson Alison Korn Laryssa Biesenthal Buffy Alexander-Williams Lesley Thompson-Willie | Evezés        | Női nyolcas              |
| Bronz | Stephen Giles | Kajak-kenu    | Férfi kenu egyes 1000 m  |
| Bronz | Anne Montminy | Műugrás       | Női egyéni toronyugrás   |
| Bronz | Claire Carver-Dias Erin Chan Catherine Garceau Fanny Létourneau Kirstin Normand Jacinthe Taillon Reidun Tatham Lyne Beaumont                             | Szinkronúszás | Csapat                   |
| Bronz | Dominique Bosshart | Taekwondo     | Női nehézsúly            |
| Bronz | Mathieu Turgeon | Torna         | Férfi trambulin          |
| Bronz | Karen Cockburn | Torna         | Női trambulin            |
| Bronz | Curtis Myden | Úszás         | Férfi 400 m vegyes       |

## Asztalitenisz
Férfi
| Versenyző             | Versenyszám | Selejtező         | Csoportkör | Csoportkör | 32-es főtábla                             | Nyolcaddöntő      | Negyeddöntő       | Elődöntő          | Döntő             | Helyezés |
| Versenyző             | Versenyszám | Ellenfél Eredmény | Ellenfél Eredmény | Hely.      | Ellenfél Eredmény                         | Ellenfél Eredmény | Ellenfél Eredmény | Ellenfél Eredmény | Ellenfél Eredmény | Helyezés |
| --------------------- | ----------- | ----------------- | --- | ---------- | ----------------------------------------- | ----------------- | ----------------- | ----------------- | ----------------- | -------- |
| Johnny Huang          | Egyes       |                   | D csoport · Renier Sosa (CUB) · 21–16, 21–12, 21–12 · Segun Toriola (NGR) · 21–12, 12–21, 22–24, 21–19, 21–7                                                 | 1.         | Kung Ling-huj (CHN) · 14–21, 12–21, 16–21 | kiesett           | kiesett           | kiesett           | kiesett           | 17.      |
| Kurt Liu              | Egyes       |                   | H csoport · Hugo Hoyama (BRA) · 16–21, 16–21, 13–21 · Cheung Yuk (HKG) · 15–21, 9–21, 21–19, 15–21                                                           | 3.         | kiesett                                   | kiesett           | kiesett           | kiesett           | kiesett           | 49.      |
| Johnny Huang Kurt Liu | Páros       | erőnyerő          | A csoport · Franciaország (FRA) · Christophe Legoût · Damien Éloi · 21–11, 20–22, 14–21 · Argentína (ARG) · Song Liu · Pablo Tabachnik · 21–12, 18–21, 21–15 | 2.         |                                           | kiesett           | kiesett           | kiesett           | kiesett           | 17.      |

Női
| Versenyző                          | Versenyszám | Selejtező         | Csoportkör | Csoportkör | 32-es főtábla                                          | Nyolcaddöntő                                            | Negyeddöntő       | Elődöntő          | Döntő             | Helyezés |
| Versenyző                          | Versenyszám | Ellenfél Eredmény | Ellenfél Eredmény | Hely.      | Ellenfél Eredmény                                      | Ellenfél Eredmény                                       | Ellenfél Eredmény | Ellenfél Eredmény | Ellenfél Eredmény | Helyezés |
| ---------------------------------- | ----------- | ----------------- | --- | ---------- | ------------------------------------------------------ | ------------------------------------------------------- | ----------------- | ----------------- | ----------------- | -------- |
| Lijuan Geng                        | Egyes       |                   | A csoport · Shirley Zhou (AUS) · 21–17, 21–13, 21–15 · Nanthana Komwong (THA) · 21–12, 21–10, 21–13                                                | 1.         | Boros Tamara (CRO) · 18–21, 21–19, 21–23, 29–27, 21–14 | Jing Jun Hong (SIN) · 21–16, 23–25, 21–13, 20–22, 21–23 | kiesett           | kiesett           | kiesett           | 9.       |
| Xiao-Xiao Wang                     | Egyes       |                   | C csoport · Tawny Banh (USA) · 21–15, 22–20, 22–20 · I Unszil (KOR) · 18–21, 12–21, 13–21                                                          | 2.         | kiesett                                                | kiesett                                                 | kiesett           | kiesett           | kiesett           | 33.      |
| Lijuan Geng Marie-Christine Roussy | Páros       | erőnyerő          | A csoport · Ausztrália (AUS) · Miao Miao · Shirley Zhou · 12–21, 21–18, 17–21 · Ausztria (AUT) · Jia Liu · Judith Herczig · 21–12, 10–21, 18–21    | 3.         |                                                        | kiesett                                                 | kiesett           | kiesett           | kiesett           | 25.      |
| Chris Xu Xiao-Xiao Wang            | Páros       | erőnyerő          | C csoport · Egyesült Államok (USA) · Gao Jun · Michelle Do · 21–15, 14–21, 20–22 · Németország (GER) · Jie Schöpp · Qianhong Gotsch · 11–21, 16–21 | 3.         |                                                        | kiesett                                                 | kiesett           | kiesett           | kiesett           | 25.      |

## Atlétika
Férfi
| Versenyző                                                                      | Versenyszám     | Előfutam | Előfutam | Előfutam | Negyeddöntő | Negyeddöntő | Negyeddöntő | Elődöntő | Elődöntő | Elődöntő | Döntő    | Döntő    |
| Versenyző                                                                      | Versenyszám     | Idő      | Hely.    | Össz.    | Idő         | Hely.       | Össz.       | Idő      | Hely.    | Össz.    | Idő      | Helyezés |
| ------------------------------------------------------------------------------ | --------------- | -------- | -------- | -------- | ----------- | ----------- | ----------- | -------- | -------- | -------- | -------- | -------- |
| Bruny Surin                                                                    | 100 m           | 10,41    | 4.       | 33.**    | 10,20       | 3.          | 8.          | 50,94    | 8.       | 16.      | kiesett  | kiesett  |
| Donovan Bailey                                                                 | 100 m           | 10,39    | 3.       | 29.**    | 11,36       | 8.          | 40.         | kiesett  | kiesett  | kiesett  | kiesett  | kiesett  |
| Nicolas Macrozonaris                                                           | 100 m           | 10,45    | 5.       | 42.***   | kiesett     | kiesett     | kiesett     | kiesett  | kiesett  | kiesett  | kiesett  | kiesett  |
| Pierre Browne                                                                  | 200 m           | 21,28    | 6.       | 53.*     | kiesett     | kiesett     | kiesett     | kiesett  | kiesett  | kiesett  | kiesett  | kiesett  |
| Zach Whitmarsh                                                                 | 800 m           | 1:48,42  | 4.       | 39.      |             |             |             | kiesett  | kiesett  | kiesett  | kiesett  | kiesett  |
| Kevin Sullivan                                                                 | 1500 m          | 3:40,80  | 4.       | 25.      |             |             |             | 3:39,66  | 2.       | 10.      | 3:35,50  | 5.       |
| Sean Kaley                                                                     | 10 000 m        | 28:36,07 | 12.      | 27.      |             |             |             |          |          |          | kiesett  | kiesett  |
| Jeff Schiebler                                                                 | 10 000 m        | 28:30,46 | 15.      | 26.      | kiesett     | kiesett     | kiesett     | kiesett  | kiesett  | kiesett  | kiesett  | kiesett  |
| Bruce Deacon                                                                   | Maraton         |          |          |          |             |             |             |          |          |          | 2:21:38  | 44.      |
| Brad McCuaig Glenroy Gilbert Pierre Browne Adrian Woodley Nicolas Macrozonaris | 4 × 100 m váltó | 39,26    | 3.       | 16.*     |             |             |             | 38,92    | 6.       | 11.*     | kiesett  | kiesett  |
| Adrian Woodley                                                                 | 110 m gát       | 13,71    | 4.       | 22.      | 14,04       | 6.          | 27.         | kiesett  | kiesett  | kiesett  | kiesett  | kiesett  |
| Joël Bourgeois                                                                 | 3000 m akadály  | 8:28,07  | 7.       | 17.      |             |             |             |          |          |          | kiesett  | kiesett  |
| Arturo Huerta                                                                  | 20 km gyaloglás |          |          |          |             |             |             |          |          |          | 1:25:24  | 24.      |
| Tim Berrett                                                                    | 20 km gyaloglás |          |          |          |             |             |             |          |          |          | 1:25:29  | 26.      |
| Tim Berrett                                                                    | 50 km gyaloglás |          |          |          |             |             |             |          |          |          | kizárták | kizárták |
| Arturo Huerta                                                                  | 50 km gyaloglás |          |          |          |             |             |             |          |          |          | kizárták | kizárták |

| Versenyző      | Versenyszám   | Selejtező             | Selejtező             | Döntő    | Döntő    |
| Versenyző      | Versenyszám   | Eredmény              | Helyezés              | Eredmény | Helyezés |
| -------------- | ------------- | --------------------- | --------------------- | -------- | -------- |
| Mark Boswell   | Magasugrás    | 227 cm                | 13.                   | 232 cm   | 6.*      |
| Kwaku Boateng  | Magasugrás    | 227 cm                | 7.****                | 225 cm   | 12.      |
| Richard Duncan | Távolugrás    | 760 cm                | 31.*                  | kiesett  | kiesett  |
| Ian Lowe       | Távolugrás    | 751 cm                | 38.                   | kiesett  | kiesett  |
| Brad Snyder    | Súlylökés     | 19,77 m               | 13.                   | kiesett  | kiesett  |
| Jason Tunks    | Diszkoszvetés | 64,40 m               | 6.                    | 65,80 m  | 6.       |
| Jason Gervais  | Diszkoszvetés | érvényes dobás nélkül | érvényes dobás nélkül | kiesett  | kiesett  |

Női
| Versenyző                                                     | Versenyszám     | Előfutam      | Előfutam      | Előfutam      | Negyeddöntő   | Negyeddöntő   | Negyeddöntő   | Elődöntő | Elődöntő | Elődöntő | Döntő    | Döntő    |
| Versenyző                                                     | Versenyszám     | Idő           | Hely.         | Össz.         | Idő           | Hely.         | Össz.         | Idő      | Hely.    | Össz.    | Idő      | Helyezés |
| ------------------------------------------------------------- | --------------- | ------------- | ------------- | ------------- | ------------- | ------------- | ------------- | -------- | -------- | -------- | -------- | -------- |
| Esi Benyarku                                                  | 100 m           | 11,55         | 4.            | 35.*          | kiesett       | kiesett       | kiesett       | kiesett  | kiesett  | kiesett  | kiesett  | kiesett  |
| Martha Adusei                                                 | 100 m           | 11,82         | 6.            | 52.*          | kiesett       | kiesett       | kiesett       | kiesett  | kiesett  | kiesett  | kiesett  | kiesett  |
| LaDonna Antoine                                               | 400 m           | 51,78         | 1.            | 11.           | 50,92         | 2.            | 8.            | 51,26    | 5.       | 11.      | kiesett  | kiesett  |
| Foy Williams                                                  | 400 m           | 52,94         | 4.            | 30.           | 52,68         | 8.            | 28.           | kiesett  | kiesett  | kiesett  | kiesett  | kiesett  |
| Leah Pells                                                    | 1500 m          | nem ért célba | nem ért célba | nem ért célba |               |               |               | kiesett  | kiesett  | kiesett  | kiesett  | kiesett  |
| Tina Connelly                                                 | 10 000 m        | 34:46,04      | 19.           | 37.           |               |               |               |          |          |          | kiesett  | kiesett  |
| Katie Anderson                                                | 100 m gát       | 12,82         | 1.            | 4.            | nem ért célba | nem ért célba | nem ért célba | kiesett  | kiesett  | kiesett  | kiesett  | kiesett  |
| Perdita Felicien                                              | 100 m gát       | 13,21         | 6.            | 27.           | kiesett       | kiesett       | kiesett       | kiesett  | kiesett  | kiesett  | kiesett  | kiesett  |
| Atia Weekes Esi Benyarku Tara Perry Martha Adusei             | 4 × 100 m váltó | 44,08         | 6.            | 16.*          |               |               |               | kiesett  | kiesett  | kiesett  | kiesett  | kiesett  |
| Karlene Haughton LaDonna Antoine Foy Williams Samantha George | 4 × 400 m váltó | 3:27,36       | 5.            | 12.           |               |               |               |          |          |          | kiesett  | kiesett  |
| Janice McCaffrey                                              | 20 km gyaloglás |               |               |               |               |               |               |          |          |          | kizárták | kizárták |

| Versenyző         | Versenyszám   | Selejtező | Selejtező | Döntő    | Döntő    |
| Versenyző         | Versenyszám   | Eredmény  | Helyezés  | Eredmény | Helyezés |
| ----------------- | ------------- | --------- | --------- | -------- | -------- |
| Michelle Fournier | Kalapácsvetés | 59,15 m   | 23.       | kiesett  | kiesett  |

* - egy másik versenyzővel azonos eredményt ért el

** - két másik versenyzővel azonos eredményt ért el

*** - három másik versenyzővel azonos eredményt ért el

**** - négy másik versenyzővel azonos eredményt ért el

## Birkózás
Szabadfogású
| Versenyző       | Versenyszám | Csoportkör                                                                                                | Csoportkör | Negyeddöntő                 | Elődöntő                     | Bronz- mérkőzés   | Döntő                       | Helyezés |
| Versenyző       | Versenyszám | Ellenfél Eredmény                                                                                         | Hely.      | Ellenfél Eredmény           | Ellenfél Eredmény            | Ellenfél Eredmény | Ellenfél Eredmény           | Helyezés |
| --------------- | ----------- | --- | ---------- | --------------------------- | ---------------------------- | ----------------- | --------------------------- | -------- |
| Gia Sissaouri   | 58 kg       | 1. csoport · Ali Reza Dabir (IRI) · 0-3 · Talata Embalo (GBS) · 4-0 PA                                    | 2.         | kiesett                     | kiesett                      | kiesett           | kiesett                     | 13.      |
| Daniel Igali    | 69 kg       | 1. csoport · Amir Tavakolian (IRI) · 2-2 · Emzarios Betinidis (GEO) · 3-0                                 | 1.         | Yosvany Sánchez (CUB) · 3-1 | Lincoln McIlravy (USA) · 6-3 |                   | Arszen Gityinov (RUS) · 7-4 |          |
| Justin Abdou    | 85 kg       | 5. csoport · Yoel Romero (CUB) · 0-8 · Igors Samušonoks (LAT) · 3-2 · Magomed Kuruglijev (KAZ) · 5-8      | 4.         | kiesett                     | kiesett                      | kiesett           | kiesett                     | 13.      |
| Dean Schmeichel | 97 kg       | 6. csoport · Marek Garmulewicz (POL) · 0-3 · Aljakszandr Samarav (BLR) · 0-5 · Gabriel Szerda (AUS) · 2-4 | 4.         | kiesett                     | kiesett                      | kiesett           | kiesett                     | 19.      |

PA - visszalépett (birói döntéssel 4-0)

## Cselgáncs
Férfi
| Versenyző    | Versenyszám  | Selejtező         | 32-es főtábla                   | Nyolcaddöntő                    | Negyeddöntő                           | Elődöntő                            | Vigaszág első kör | Vigaszág negyeddöntő | Vigaszág elődöntő | Bronz- mérkőzés                     | Döntő                          | Helyezés |
| Versenyző    | Versenyszám  | Ellenfél Eredmény | Ellenfél Eredmény               | Ellenfél Eredmény               | Ellenfél Eredmény                     | Ellenfél Eredmény                   | Ellenfél Eredmény | Ellenfél Eredmény    | Ellenfél Eredmény | Ellenfél Eredmény                   | Ellenfél Eredmény              | Helyezés |
| ------------ | ------------ | ----------------- | ------------------------------- | ------------------------------- | ------------------------------------- | ----------------------------------- | ----------------- | -------------------- | ----------------- | ----------------------------------- | ------------------------------ | -------- |
| Keith Morgan | Középsúly    | erőnyerő          | Robert Iverr (AUS) · 0010-0000  | Rəsul Səlimov (AZE) · 1000-0000 | Jean-Claude Raphaël (MRI) · 1000-0000 | Mark Huizinga (NED) · 0000-1000     |                   |                      |                   | Ruszlan Masurenko (UKR) · 0000-1001 |                                | 5.       |
| Nicolas Gill | Félnehézsúly | erőnyerő          | Ben Sonnemans (NED) · 1010-0000 | Pedro Soares (POR) · 0201-0000  | Iveri Jikurauli (GEO) · 0011-0010     | Stéphane Traineau (FRA) · 0012-0010 |                   |                      |                   |                                     | Inoue Kószei (JPN) · 0001-1001 |          |

Női
| Versenyző           | Versenyszám  | Selejtező                         | Nyolcaddöntő                           | Negyeddöntő       | Elődöntő          | Vigaszág első kör                 | Vigaszág negyeddöntő                  | Vigaszág elődöntő | Bronz- mérkőzés   | Döntő             | Helyezés    |
| Versenyző           | Versenyszám  | Ellenfél Eredmény                 | Ellenfél Eredmény                      | Ellenfél Eredmény | Ellenfél Eredmény | Ellenfél Eredmény                 | Ellenfél Eredmény                     | Ellenfél Eredmény | Ellenfél Eredmény | Ellenfél Eredmény | Helyezés    |
| ------------------- | ------------ | --------------------------------- | -------------------------------------- | ----------------- | ----------------- | --------------------------------- | ------------------------------------- | ----------------- | ----------------- | ----------------- | ----------- |
| Luce Baillargeon    | Harmatsúly   | Narazaki Noriko (JPN) · 0001-1001 |                                        |                   |                   | Csang Dzseszim (KOR) · 1001-0001  | Szalíma esz-Szuákri (ALG) · 0011-0011 | kiesett           | kiesett           |                   | 9.          |
| Michelle Buckingham | Könnyűsúly   | Tânia Ferreira (BRA) · 0001-0100  | kiesett                                | kiesett           | kiesett           |                                   |                                       |                   |                   |                   | helyezetlen |
| Sophie Roberge      | Váltósúly    | erőnyerő                          | Séverine Vandenhende (FRA) · 0001-1001 |                   |                   | Csong Szongszuk (KOR) · 0000-1001 | kiesett                               | kiesett           | kiesett           |                   | 13.         |
| Kimberly Ribble     | Félnehézsúly | Diadenys Luna (CUB) · 0000-1010   |                                        |                   |                   | Amy Tong (USA) · mérkőzés nélkül  | kiesett                               | kiesett           | kiesett           |                   | 13.         |

## Evezés
Férfi
| Versenyző | Versenyszám                          | Előfutam | Előfutam | Vigaszág | Vigaszág | Elődöntő | Elődöntő | Elődöntő | Döntő | Döntő   | Döntő | Helyezés |
| Versenyző | Versenyszám                          | Idő      | Hely.    | Idő      | Hely.    | Típus    | Idő      | Hely.    | Típus | Idő     | Hely. | Helyezés |
| --- | ------------------------------------ | -------- | -------- | -------- | -------- | -------- | -------- | -------- | ----- | ------- | ----- | -------- |
| Derek Porter-Nesbitt | Egypárevezős                         | 7:02,24  | 1.       |          |          | A/B      | 7:00,82  | 2.       | A     | 6:51,10 | 4.    | 4.       |
| Todd Hallett Dominic Seiterle                                                                                            | Kétpárevezős                         | 6:35,41  | 4.       | 6:35,04  | 4.       |          |          |          | C     | 6:28,61 | 1.    | 13.      |
| Phil Graham Henry Hering                                                                                                 | Kormányos nélküli kettes             | 6:48,42  | 3.       |          |          | A/B      | 6:33,22  | 4.       | B     | 6:33,60 | 1.    | 7.       |
| Mike Belenkie Bryan Donnelly Matt Swick Tom Herschmiller Larry Varga Morgan Crooks Dave Calder Adam Parfitt Chris Taylor | Nyolcas                              | 5:38,48  | 3.       | 5:45,18  | 3.       |          |          |          | B     | 5:36,30 | 1.    | 7.       |
| Iain Brambell Chris Davidson Gavin Hassett Jon Beare                                                                     | Könnyűsúlyú kormányos nélküli négyes | 6:10,37  | 2.       |          |          | A/B      | 6:02,49  | 4.       | B     | 6:04,31 | 1.    | 7.       |

Női
| Versenyző | Versenyszám              | Előfutam | Előfutam | Vigaszág | Vigaszág | Elődöntő | Elődöntő | Elődöntő | Döntő | Döntő   | Döntő | Helyezés |
| Versenyző | Versenyszám              | Idő      | Hely.    | Idő      | Hely.    | Típus    | Idő      | Hely.    | Típus | Idő     | Hely. | Helyezés |
| --- | ------------------------ | -------- | -------- | -------- | -------- | -------- | -------- | -------- | ----- | ------- | ----- | -------- |
| Kristen Wall | Egypárevezős             | 8:07,76  | 4.       | 8:05,18  | 3.       | C/D      | 8:09,28  | 1.       | C     | 7:57,94 | 2.    | 14.      |
| Emma Robinson Theresa Luke | Kormányos nélküli kettes | 7:20,84  | 3.       | 7:24,69  | 2.       |          |          |          | A     | 7:15,48 | 4.    | 4.       |
| Heather McDermid Heather Davis Dorota Urbaniak Theresa Luke Emma Robinson Alison Korn Laryssa Biesenthal Buffy Alexander-Williams Lesley Thompson-Willie | Nyolcas                  | 6:13,60  | 2.       | 6:17,62  | 2.       |          |          |          | A     | 6:11,58 | 3.    |          |
| Fiona Milne Tracy Duncan | Könnyűsúlyú kétpárevezős | 7:20,60  | 4.       | 7:18,83  | 2.       | A/B      | 7:14,58  | 5.       | B     | 7:13,76 | 3.    | 9.       |

## Gyeplabda

### Férfi
| Kanadai férfi gyeplabdacsapat-játékoskeret                                                                           | Kanadai férfi gyeplabdacsapat-játékoskeret                                                                                        |
| --- | --- |
| - Hari Kant - Mike Mahood - Ian Bird - Alan Brahmst - Robin D'Abreo - Chris Gifford - Andrew Griffiths - Ken Pereira | - Scott Mosher - Peter Milkovich - Bindi Singh Kullar - Rob Short - Ronnie Jagday - Sean Campbell - Paul Wettlaufer - Ravi Kahlon |

#### Eredmények
Csoportkör
A csoport
| Csapat               | M | Gy | D | V | G+ | G– | Gk | P |
| -------------------- | - | -- | - | - | -- | -- | -- | - |
| Pakisztán (PAK)      | 5 | 2  | 3 | 0 | 15 | 6  | +9 | 9 |
| Hollandia (NED)      | 5 | 2  | 2 | 1 | 11 | 8  | +3 | 8 |
| Németország (GER)    | 5 | 2  | 2 | 1 | 7  | 6  | +1 | 8 |
| Nagy-Britannia (GBR) | 5 | 1  | 2 | 2 | 8  | 16 | –8 | 5 |
| Malajzia (MAS)       | 5 | 0  | 4 | 1 | 5  | 6  | –1 | 4 |
| Kanada (CAN)         | 5 | 0  | 3 | 2 | 7  | 11 | –4 | 3 |

| 2000. szeptember 16. 18:30 | Kanada (CAN)              | 2–2   | Pakisztán (PAK)        | Játékvezetők: Han Jin-Soo (KOR), Donald Prior (AUS) |
| 2000. szeptember 16. 18:30 | Pereira 5' · Campbell 22' | (2–2) | Ashraf 16' · Abbas 34' | Játékvezetők: Han Jin-Soo (KOR), Donald Prior (AUS) |

| 2000. szeptember 18. 15:30 | Németország (GER)       | 2–1   | Kanada (CAN) | Játékvezetők: Santiago Deo (ESP), Murray Grime (AUS) |
| 2000. szeptember 18. 15:30 | Michel 62' · Moissl 68' | (0–0) | Kullar 61'   | Játékvezetők: Santiago Deo (ESP), Murray Grime (AUS) |

| 2000. szeptember 20. 13:30 | Hollandia (NED)                                             | 5–2   | Kanada (CAN)                | Játékvezetők: Murray Grime (AUS), Han Jin-Soo (KOR) |
| 2000. szeptember 20. 13:30 | de Nooijer 12', 64' · Lomans 35+' · Veen 41' · van Wijk 51' | (2–1) | Pereira 18' · Milkovich 45' | Játékvezetők: Murray Grime (AUS), Han Jin-Soo (KOR) |

| 2000. szeptember 24. 19:00 | Nagy-Britannia (GBR) | 1–1   | Kanada (CAN) | Játékvezetők: Eduardo Ruiz (ARG), Henrik Ehlers (DEN) |
| 2000. szeptember 24. 19:00 | Hall 44'             | (0–1) | Pereira 4'   | Játékvezetők: Eduardo Ruiz (ARG), Henrik Ehlers (DEN) |

| 2000. szeptember 26. 10:30 | Malajzia (MAS) | 1–1   | Kanada (CAN)  | Játékvezetők: Jason McCracken (NZL), Eduardo Ruiz (ARG) |
| 2000. szeptember 26. 10:30 | Anwar 59'      | (0–1) | Milkovich 27' | Játékvezetők: Jason McCracken (NZL), Eduardo Ruiz (ARG) |

A 9–12. helyért
| 2000. szeptember 28. 17:30 | Kanada (CAN)                            | 3–2   | Lengyelország (POL)                 | State Hockey Centre, Sydney Játékvezetők: Henrik Ehlers (DEN), Amrjit Singh (MAS) |
| 2000. szeptember 28. 17:30 | Gifford 37' · Wettlaufer 39' · Bird 59' | (0–1) | K. Wybieralski 23' · Gaczkowski 45' | State Hockey Centre, Sydney Játékvezetők: Henrik Ehlers (DEN), Amrjit Singh (MAS) |

A 9. helyért
| 2000. szeptember 30. 14:00 | Spanyolország (ESP)                | 3–0   | Kanada (CAN) | State Hockey Centre, Sydney Játékvezetők: Richard Wolter (GER), Eric Denis (BEL) |
| 2000. szeptember 30. 14:00 | Ribas 6' · Tubau 19' · Escarré 56' | (2–0) |              | State Hockey Centre, Sydney Játékvezetők: Richard Wolter (GER), Eric Denis (BEL) |

| Csapat       | Helyezés |
| ------------ | -------- |
| Kanada (CAN) | 10.      |

## Íjászat
Férfi
| Versenyző  | Versenyszám | Selejtező | Selejtező | 64-es főtábla                         | 32-es főtábla     | Nyolcaddöntő      | Negyeddöntő       | Elődöntő          | Döntő             | Helyezés |
| Versenyző  | Versenyszám | Pont      | Kiemelt   | Ellenfél Eredmény                     | Ellenfél Eredmény | Ellenfél Eredmény | Ellenfél Eredmény | Ellenfél Eredmény | Ellenfél Eredmény | Helyezés |
| ---------- | ----------- | --------- | --------- | ------------------------------------- | ----------------- | ----------------- | ----------------- | ----------------- | ----------------- | -------- |
| Rob Rusnov | Egyéni      | 622       | 37.       | Niklas Eriksson (SWE) (28.) · 155-161 | kiesett           | kiesett           | kiesett           | kiesett           | kiesett           | 32.      |

## Kajak-kenu

### Síkvízi
Férfi
| Versenyző                | Versenyszám        | Előfutam | Előfutam | Előfutam | Elődöntő | Elődöntő | Elődöntő | Döntő    | Döntő    |
| Versenyző                | Versenyszám        | Idő      | Hely.    | Össz.    | Idő      | Hely.    | Össz.    | Idő      | Helyezés |
| ------------------------ | ------------------ | -------- | -------- | -------- | -------- | -------- | -------- | -------- | -------- |
| Mihai Apostol            | Kajak egyes 500 m  | 1:42,562 | 5.       | 13.      | 1:43,444 | 7.       | 22.      | kiesett  | kiesett  |
| Mihai Apostol            | Kajak egyes 1000 m | 3:47,679 | 8.       | 29.      | kiesett  | kiesett  | kiesett  | kiesett  | kiesett  |
| Maxime Boilard           | Kenu egyes 500 m   | 1:52,764 | 5.       | 8.       | 1:52,071 | 1.       | 1.       | 2:29,259 | 4.       |
| Stephen Giles            | Kenu egyes 1000 m  | 3:55,396 | 2.       | 5.       |          |          |          | 3:56,437 |          |
| Buday Attila Buday Tamás | Kenu kettes 500 m  | 1:46,557 | 8.       | 12.      | 1:47,525 | 7.       | 7.       | kiesett  | kiesett  |
| Buday Attila Buday Tamás | Kenu kettes 1000 m | 3:41,075 | 6.       | 10.      | 3:44,358 | 2.*      | 2.*      | 3:48,017 | 7.       |

Női
| Versenyző                                                            | Versenyszám        | Előfutam | Előfutam | Előfutam | Elődöntő | Elődöntő | Elődöntő | Döntő    | Döntő    |
| Versenyző                                                            | Versenyszám        | Idő      | Hely.    | Össz.    | Idő      | Hely.    | Össz.    | Idő      | Helyezés |
| -------------------------------------------------------------------- | ------------------ | -------- | -------- | -------- | -------- | -------- | -------- | -------- | -------- |
| Caroline Brunet                                                      | Kajak egyes 500 m  | 1:51,558 | 1.       | 4.       |          |          |          | 2:14,646 |          |
| Caroline Brunet Karen Furneaux                                       | Kajak kettes 500 m | 1:44,476 | 3.       | 5.       |          |          |          | 2:01,046 | 5.       |
| Marie-Josée Gibeau-Ouimet Carrie Lightbound Julia Rivard Kamini Jain | Kajak négyes 500 m | 1:38,209 | 5.       | 10.      | 1:38,340 | 3.       | 3.       | 1:39,566 | 9.       |

* - egy másik versenyzővel azonos eredményt ért el

### Szlalom
| Versenyző                    | Versenyszám       | Selejtező | Selejtező | Selejtező | Selejtező | Selejtező  | Selejtező  | Döntő    | Döntő    | Döntő    | Döntő    | Döntő      | Döntő      |
| Versenyző                    | Versenyszám       | 1. futam  | 1. futam  | 2. futam  | 2. futam  | Összesítés | Összesítés | 1. futam | 1. futam | 2. futam | 2. futam | Összesítés | Összesítés |
| Versenyző                    | Versenyszám       | Pont      | Hely.     | Pont      | Hely.     | Pont       | Hely.      | Pont     | Hely.    | Pont     | Hely.    | Pont       | Helyezés   |
| ---------------------------- | ----------------- | --------- | --------- | --------- | --------- | ---------- | ---------- | -------- | -------- | -------- | -------- | ---------- | ---------- |
| David Ford                   | Férfi kajak egyes | 147,02    | 21.       | 176,56    | 21.       | 323,58     | 22.        | kiesett  | kiesett  | kiesett  | kiesett  | kiesett    | kiesett    |
| James Cartwright             | Férfi kenu egyes  | 148,64    | 15.       | 149,02    | 15.       | 297,66     | 15.        | kiesett  | kiesett  | kiesett  | kiesett  | kiesett    | kiesett    |
| Benoît Gauthier Tyler Lawlor | Férfi kenu kettes | 162,57    | 10.       | 148,54    | 9.        | 311,11     | 9.         | kiesett  | kiesett  | kiesett  | kiesett  | kiesett    | kiesett    |
| Margaret Langford            | Női kajak egyes   | 163,55    | 17.       | 150,96    | 10.       | 314,51     | 15.        | 140,82   | 14.      | 133,32   | 9.       | 274,14     | 13.        |

## Kerékpározás

### Hegyi-kerékpározás
| Versenyző        | Versenyszám        | Idő                    | Helyezés |
| ---------------- | ------------------ | ---------------------- | -------- |
| Geoff Kabush     | Férfi terepverseny | 2:14:00,66 (+4:58,16)  | 9.       |
| Roland Green     | Férfi terepverseny | 2:15:18,85 (+6:16,35)  | 14.      |
| Alison Sydor     | Női terepverseny   | 1:52:19,32 (+2:54,94)  | 5.       |
| Chrissy Redden   | Női terepverseny   | 1:54:07,38 (+4:43,00)  | 8.       |
| Lesley Tomlinson | Női terepverseny   | 2:00:44,08 (+11:19,70) | 19.      |

### Országúti kerékpározás
Férfi
| Versenyző           | Versenyszám   | Idő                     | Helyezés      |
| ------------------- | ------------- | ----------------------- | ------------- |
| Gord Fraser         | Mezőnyverseny | 5:30:46 (+1:38)         | 16.           |
| Czeslaw Lukaszewicz | Mezőnyverseny | nem ért célba           | nem ért célba |
| Brian Walton        | Mezőnyverseny | nem ért célba           | nem ért célba |
| Eric Wohlberg       | Mezőnyverseny | 5:30:46 (+1:38)         | 72.           |
| Eric Wohlberg       | Időfutam      | 1:00:34,353 (+2:53,933) | 20.           |

Női
| Versenyző         | Versenyszám   | Idő                     | Helyezés |
| ----------------- | ------------- | ----------------------- | -------- |
| Lyne Bessette     | Mezőnyverseny | 3:06:31 (+0:00)         | 22.      |
| Clara Hughes      | Mezőnyverseny | 3:16:49 (+10:18)        | 43.      |
| Clara Hughes      | Időfutam      | 0:43:12,528 (+1:11,747) | 6.       |
| Geneviève Jeanson | Időfutam      | 0:44:32,500 (+2:31,719) | 15.      |
| Geneviève Jeanson | Mezőnyverseny | 3:06:31 (+0:00)         | 11.      |

### Pálya-kerékpározás
Sprintversenyek
| Versenyző       | Versenyszám | Selejtező | Selejtező | 1. forduló                     | Vigaszág               | Vigaszág | 9–12. helyért          | 9–12. helyért | Negyeddöntő                           | 5–8. helyért                                                                      | 5–8. helyért | Elődöntő             | Döntő                | Helyezés |
| Versenyző       | Versenyszám | Idő       | Hely.     | Ellenfél Győztes idő           | Ellenfelek Győztes idő | Hely.    | Ellenfelek Győztes idő | Hely.         | Ellenfél Győztes idő                  | Ellenfelek Győztes idő                                                            | Hely.        | Ellenfél Győztes idő | Ellenfél Győztes idő | Helyezés |
| --------------- | ----------- | --------- | --------- | ------------------------------ | ---------------------- | -------- | ---------------------- | ------------- | ------------------------------------- | --------------------------------------------------------------------------------- | ------------ | -------------------- | -------------------- | -------- |
| Tanya Dubnicoff | Női egyéni  | 11,494    | 3.        | Kathrin Freitag (GER) · 12,414 |                        |          |                        |               | Irina Janovics (UKR) · 12,048; 11,946 | Szabolcsi Szilvia (HUN) · Tanya Lindenmuth (USA) · Daniela Larreal (VEN) · 12,426 | 3.           |                      |                      | 7.       |

Időfutam
| Név              | Versenyszám  | Idő      | Helyezés |
| ---------------- | ------------ | -------- | -------- |
| Jim Fisher       | Férfi egyéni | 1:05,835 | 12.      |
| Tanya Dubnicoff  | Női egyéni   | 35,486   | 8.       |
| Lori-Ann Muenzer | Női egyéni   | 35,846   | 13.      |

Pontversenyek
| Név          | Versenyszám       | Pont | Körhátrány | Helyezés |
| ------------ | ----------------- | ---- | ---------- | -------- |
| Brian Walton | Férfi pontverseny | 1    | -1         | 9.       |

## Kosárlabda

### Férfi
| Kanadai férfi kosárlabdacsapat-játékoskeret                                                         | Kanadai férfi kosárlabdacsapat-játékoskeret                                                |
| --------------------------------------------------------------------------------------------------- | ------------------------------------------------------------------------------------------ |
| - Rowan Barrett - David Daniels - Greg Francis - Pete Guarasci - Sherman Hamilton - Eric Hinrichsen | - Todd MacCulloch - Andrew Mavis - Michael Meeks - Steve Nash - Greg Newton - Shawn Swords |

#### Eredmények
Csoportkör
B csoport
| Csapat              | M | Gy | V | P+  | P–  | Pk   | P |
| ------------------- | - | -- | - | --- | --- | ---- | - |
| Kanada (CAN)        | 5 | 4  | 1 | 433 | 373 | +60  | 9 |
| Jugoszlávia (YUG)   | 5 | 4  | 1 | 372 | 338 | +34  | 9 |
| Ausztrália (AUS)    | 5 | 3  | 2 | 408 | 407 | +1   | 8 |
| Oroszország (RUS)   | 5 | 3  | 2 | 367 | 328 | +39  | 8 |
| Spanyolország (ESP) | 5 | 1  | 4 | 349 | 376 | –27  | 6 |
| Angola (ANG)        | 5 | 0  | 5 | 303 | 410 | –107 | 5 |

| 2000. szeptember 17. 16:30 | Kanada (CAN)        | 101–90    | Ausztrália (AUS)   | Nézőszám: 8353 |
| 2000. szeptember 17. 16:30 | (48–51) Jegyzőkönyv |           |                    | Nézőszám: 8353 |
| 2000. szeptember 17. 16:30 | Meeks 27            | Pont      | Gaze 24            | Nézőszám: 8353 |
| 2000. szeptember 17. 16:30 | MacCulloch 7        | Lepattanó | Bradtke, Longley 5 | Nézőszám: 8353 |
| 2000. szeptember 17. 16:30 | Nash 15             | Gólpassz  | Longley 7          | Nézőszám: 8353 |

| 2000. szeptember 19. 9:30 | Angola (ANG)        | 54–99     | Kanada (CAN)   | Nézőszám: 8357 |
| 2000. szeptember 19. 9:30 | (29–50) Jegyzőkönyv |           |                | Nézőszám: 8357 |
| 2000. szeptember 19. 9:30 | de Carvalho 10      | Pont      | Barrett 21     | Nézőszám: 8357 |
| 2000. szeptember 19. 9:30 | Â. Victoriano 7     | Lepattanó | Swords 7       | Nézőszám: 8357 |
| 2000. szeptember 19. 9:30 | Lutonda 3           | Gólpassz  | Nash, Swords 5 | Nézőszám: 8357 |

| 2000. szeptember 21. 11:30 | Kanada (CAN)        | 91–77     | Spanyolország (ESP)       | Nézőszám: 8446 |
| 2000. szeptember 21. 11:30 | (53–34) Jegyzőkönyv |           |                           | Nézőszám: 8446 |
| 2000. szeptember 21. 11:30 | Meeks 24            | Pont      | Rogers 15                 | Nézőszám: 8446 |
| 2000. szeptember 21. 11:30 | Guarasci 6          | Lepattanó | Garbajosa, de la Fuente 6 | Nézőszám: 8446 |
| 2000. szeptember 21. 11:30 | Nash 5              | Gólpassz  | López 4                   | Nézőszám: 8446 |

| 2000. szeptember 23. 14:30 | Oroszország (RUS)   | 77–59     | Kanada (CAN)    | Nézőszám: 8446 |
| 2000. szeptember 23. 14:30 | (45–36) Jegyzőkönyv |           |                 | Nézőszám: 8446 |
| 2000. szeptember 23. 14:30 | Fetyiszov 15        | Pont      | Nash 15         | Nézőszám: 8446 |
| 2000. szeptember 23. 14:30 | J. Pasutyin 7       | Lepattanó | három játékos 5 | Nézőszám: 8446 |
| 2000. szeptember 23. 14:30 | J. Pasutyin 12      | Gólpassz  | Nash 4          | Nézőszám: 8446 |

| 2000. szeptember 25. 19:30 | Jugoszlávia (SCG)   | 75–83     | Kanada (CAN) | Nézőszám: 8398 |
| 2000. szeptember 25. 19:30 | (42–33) Jegyzőkönyv |           |              | Nézőszám: 8398 |
| 2000. szeptember 25. 19:30 | Danilović 20        | Pont      | Nash 26      | Nézőszám: 8398 |
| 2000. szeptember 25. 19:30 | Tarlać, Tomašević 7 | Lepattanó | Nash 8       | Nézőszám: 8398 |
| 2000. szeptember 25. 19:30 | Lukovski 4          | Gólpassz  | Nash 8       | Nézőszám: 8398 |

Negyeddöntő
| 2000. szeptember 28. 17:00 | Kanada (CAN)        | 63–68     | Franciaország (FRA) | Nézőszám: 14 411 Játékvezetők: Romualdas Brazauskas (LTU), Juan Figueroa (PUR) |
| 2000. szeptember 28. 17:00 | (23–30) Jegyzőkönyv |           |                     | Nézőszám: 14 411 Játékvezetők: Romualdas Brazauskas (LTU), Juan Figueroa (PUR) |
| 2000. szeptember 28. 17:00 | MacCulloch 23       | Pont      | Sciarra 17          | Nézőszám: 14 411 Játékvezetők: Romualdas Brazauskas (LTU), Juan Figueroa (PUR) |
| 2000. szeptember 28. 17:00 | MacCulloch 9        | Lepattanó | Sciarra 7           | Nézőszám: 14 411 Játékvezetők: Romualdas Brazauskas (LTU), Juan Figueroa (PUR) |
| 2000. szeptember 28. 17:00 | Nash 8              | Gólpassz  | Rigaudeau 4         | Nézőszám: 14 411 Játékvezetők: Romualdas Brazauskas (LTU), Juan Figueroa (PUR) |

A 7. helyért
| 2000. szeptember 30. 12:00 | Kanada (CAN)                      | 86–83 (h. u.) | Oroszország (RUS) | Nézőszám: 14 604 Játékvezetők: Bill Mildenhall (AUS), Petr Sudek (SVK) |
| 2000. szeptember 30. 12:00 | (36–43, 69–69, 76–76) Jegyzőkönyv |               |                   | Nézőszám: 14 604 Játékvezetők: Bill Mildenhall (AUS), Petr Sudek (SVK) |
| 2000. szeptember 30. 12:00 | Guarasci 21                       | Pont          | Z. Pasutyin 23    | Nézőszám: 14 604 Játékvezetők: Bill Mildenhall (AUS), Petr Sudek (SVK) |
| 2000. szeptember 30. 12:00 | Meeks 10                          | Lepattanó     | Z. Pasutyin 8     | Nézőszám: 14 604 Játékvezetők: Bill Mildenhall (AUS), Petr Sudek (SVK) |
| 2000. szeptember 30. 12:00 | Hamilton 5                        | Gólpassz      | Z. Pasutyin 5     | Nézőszám: 14 604 Játékvezetők: Bill Mildenhall (AUS), Petr Sudek (SVK) |

| Csapat       | Helyezés |
| ------------ | -------- |
| Kanada (CAN) | 7.       |

### Női
| Kanadai női kosárlabdacsapat-játékoskeret                                                                       | Kanadai női kosárlabdacsapat-játékoskeret                                                                              |
| --- | --- |
| - Cori Blakebrough - Cal Bouchard - Kelly Boucher - Claudia Brassard-Riebesehl - Stacey Dales - Michelle Hendry | - Nikki Johnson - Karla Karch-Gailus - Teresa Kleindienst-Gabriele - Joy McNichol - Dianne Norman - Tammy Sutton-Brown |

#### Eredmények
Csoportkör
A csoport
| Csapat              | M | Gy | V | P+  | P–  | Pk   | P  |
| ------------------- | - | -- | - | --- | --- | ---- | -- |
| Ausztrália (AUS)    | 5 | 5  | 0 | 394 | 264 | +130 | 10 |
| Franciaország (FRA) | 5 | 4  | 1 | 338 | 287 | +51  | 9  |
| Brazília (BRA)      | 5 | 2  | 3 | 358 | 323 | +35  | 7  |
| Szlovákia (SVK)     | 5 | 2  | 3 | 294 | 292 | +2   | 7  |
| Kanada (CAN)        | 5 | 2  | 3 | 283 | 317 | –34  | 7  |
| Szenegál (SEN)      | 5 | 0  | 5 | 199 | 383 | –184 | 5  |

| 2000. szeptember 16. 16:30 | Kanada (CAN)           | 46–78     | Ausztrália (AUS)      | Nézőszám: 5330 |
| 2000. szeptember 16. 16:30 | (19–40) Jegyzőkönyv    |           |                       | Nézőszám: 5330 |
| 2000. szeptember 16. 16:30 | Dales, Sutton-Brown 13 | Pont      | Brondello, Jackson 18 | Nézőszám: 5330 |
| 2000. szeptember 16. 16:30 | Sutton-Brown 9         | Lepattanó | Jackson 8             | Nézőszám: 5330 |
| 2000. szeptember 16. 16:30 | Hendry, Bouchard 2     | Gólpassz  | Harrower 5            | Nézőszám: 5330 |

| 2000. szeptember 18. 9:30 | Szenegál (SEN)      | 41–62     | Kanada (CAN) | Nézőszám: 4315 |
| 2000. szeptember 18. 9:30 | (19–36) Jegyzőkönyv |           |              | Nézőszám: 4315 |
| 2000. szeptember 18. 9:30 | Diop 7              | Pont      | Bouchard 18  | Nézőszám: 4315 |
| 2000. szeptember 18. 9:30 | A. N’Diaye 8        | Lepattanó | Norman 8     | Nézőszám: 4315 |
| 2000. szeptember 18. 9:30 | Cissé 3             | Gólpassz  | Boucher 3    | Nézőszám: 4315 |

| 2000. szeptember 20. 11:30 | Kanada (CAN)        | 58–70     | Franciaország (FRA)   | Nézőszám: 5452 |
| 2000. szeptember 20. 11:30 | (33–30) Jegyzőkönyv |           |                       | Nézőszám: 5452 |
| 2000. szeptember 20. 11:30 | Dales 17            | Pont      | Melain 21             | Nézőszám: 5452 |
| 2000. szeptember 20. 11:30 | Norman 13           | Lepattanó | Fijalkowski, Antibe 6 | Nézőszám: 5452 |
| 2000. szeptember 20. 11:30 | Norman 3            | Gólpassz  | Souvré 4              | Nézőszám: 5452 |

| 2000. szeptember 22. 11:30 | Szlovákia (SVK)        | 68–56     | Kanada (CAN)        | Nézőszám: 6006 |
| 2000. szeptember 22. 11:30 | (29–28) Jegyzőkönyv    |           |                     | Nézőszám: 6006 |
| 2000. szeptember 22. 11:30 | Hiráková 16            | Pont      | Sutton-Brown 16     | Nézőszám: 6006 |
| 2000. szeptember 22. 11:30 | Janoštinová-Kotočová 7 | Lepattanó | Norman 10           | Nézőszám: 6006 |
| 2000. szeptember 22. 11:30 | öt játékos 2           | Gólpassz  | Boucher, Bouchard 2 | Nézőszám: 6006 |

| 2000. szeptember 24. 21:30 | Brazília (BRA)       | 60–61     | Kanada (CAN)    | Nézőszám: 8471 |
| 2000. szeptember 24. 21:30 | (31–28) Jegyzőkönyv  |           |                 | Nézőszám: 8471 |
| 2000. szeptember 24. 21:30 | dos Santos Arcain 19 | Pont      | Dales 16        | Nézőszám: 8471 |
| 2000. szeptember 24. 21:30 | Santos 7             | Lepattanó | Dales 10        | Nézőszám: 8471 |
| 2000. szeptember 24. 21:30 | Neves 5              | Gólpassz  | három játékos 3 | Nézőszám: 8471 |

A 9. helyért
| 2000. szeptember 26. 11:30 | Kanada (CAN)           | 58–67     | Kuba (CUB)       | Nézőszám: 8320 |
| 2000. szeptember 26. 11:30 | (34–35) Jegyzőkönyv    |           |                  | Nézőszám: 8320 |
| 2000. szeptember 26. 11:30 | Sutton-Brown 14        | Pont      | három játékos 13 | Nézőszám: 8320 |
| 2000. szeptember 26. 11:30 | Norman, Sutton-Brown 9 | Lepattanó | Martínez 10      | Nézőszám: 8320 |
| 2000. szeptember 26. 11:30 | Norman 4               | Gólpassz  | Castillo 2       | Nézőszám: 8320 |

| Csapat       | Helyezés |
| ------------ | -------- |
| Kanada (CAN) | 10.      |

## Lovaglás
Díjugratás
| Versenyző                                         | Ló           | Versenyszám | Selejtező | Selejtező | Selejtező | Selejtező | Selejtező | Selejtező | Selejtező | Selejtező | Döntő   | Döntő   | Döntő   | Döntő   | Végeredmény | Végeredmény |
| Versenyző                                         | Ló           | Versenyszám | 1. kör    | 1. kör    | 2. kör    | 2. kör    | 2. kör    | 3. kör    | 3. kör    | 3. kör    | 1. kör  | 1. kör  | 2. kör  | 2. kör  | Végeredmény | Végeredmény |
| Versenyző                                         | Ló           | Versenyszám | Bünt.     | Hely.     | Bünt.     | Össz.     | Hely.     | Bünt.     | Össz.     | Hely.     | Bünt.   | Hely.   | Bünt.   | Hely.   | Bünt.       | Helyezés    |
| ------------------------------------------------- | ------------ | ----------- | --------- | --------- | --------- | --------- | --------- | --------- | --------- | --------- | ------- | ------- | ------- | ------- | ----------- | ----------- |
| Ian Millar                                        | Dorincord    | Egyéni      | 5,25      | 13.       | 0,00      | 5,25      | 3.        | 4,00      | 9,25      | 4.        | 4,00    | 5.      | 8,25    | 21.     | 12,25       | 13.         |
| Jonathan Asselin                                  | Spirit       | Egyéni      | 14,50     | 46.       | 12,00     | 26,50     | 49.       | 8,00      | 34,50     | 44.       | 12,00   | 20.     | 4,00    | 5.      | 16,00       | 15.**       |
| John Pearce                                       | Vagabond     | Egyéni      | 26,00     | 69.       | 12,00     | 38,00     | 64.       | 20,00     | 58,00     | 62.       | kiesett | kiesett | kiesett | kiesett | kiesett     | kiesett     |
| Jay Hayes                                         | Diva         | Egyéni      | 17,50     | 56.       | 29,25     | 46,75     | 68.       | 19,00     | 65,75     | 63.       | kiesett | kiesett | kiesett | kiesett | kiesett     | kiesett     |
| Ian Millar Jonathan Asselin John Pearce Jay Hayes | lásd fentebb | Csapat      |           |           |           |           |           |           |           |           | 24,00   | 10.*    | 31,00   | 9.      | 55,00       | 9.          |

* - egy másik csapattal azonos eredményt ért el
** - egy másik versenyzővel azonos eredményt ért el
Lovastusa
| Versenyző        | Ló      | Versenyszám | Díjlovaglás | Díjlovaglás | Tereplovaglás | Tereplovaglás | Tereplovaglás | Díjugratás   | Díjugratás   | Végeredmény | Végeredmény |
| Versenyző        | Ló      | Versenyszám | Bünt.       | Hely.       | Bünt.         | Hely.         | Össz.         | Bünt.        | Hely.        | Bünt.       | Helyezés    |
| ---------------- | ------- | ----------- | ----------- | ----------- | ------------- | ------------- | ------------- | ------------ | ------------ | ----------- | ----------- |
| Bruce Mandeville | Larissa | Egyéni      | 62,80       | 33.         | 132,80        | 195,60        | 24.           | 0,00         | 1.           | 195,60      | 22.         |
| Wyn St. John     | Oliver  | Egyéni      | 59,60       | 30.         | 18,80         | 78,40         | 17.           | visszalépett | visszalépett | kiesett     | 25.         |

## Műugrás
Férfi
| Versenyző          | Versenyszám        | Selejtező | Selejtező | Elődöntő | Elődöntő | Döntő   | Döntő    |
| Versenyző          | Versenyszám        | Pont      | Helyezés  | Pont     | Helyezés | Pont    | Helyezés |
| ------------------ | ------------------ | --------- | --------- | -------- | -------- | ------- | -------- |
| Jeff Liberty       | Egyéni műugrás     | 375,06    | 19.       | kiesett  | kiesett  | kiesett | kiesett  |
| Alexandre Despatie | Egyéni toronyugrás | 436,86    | 8.        | 625,14   | 8.       | 652,35  | 4.       |
| Christopher Kalec  | Egyéni toronyugrás | 388,50    | 17.       | 563,52   | 17.      | kiesett | kiesett  |

Női
| Versenyző                    | Versenyszám          | Selejtező | Selejtező | Elődöntő | Elődöntő | Döntő   | Döntő    |
| Versenyző                    | Versenyszám          | Pont      | Helyezés  | Pont     | Helyezés | Pont    | Helyezés |
| ---------------------------- | -------------------- | --------- | --------- | -------- | -------- | ------- | -------- |
| Blythe Hartley               | Egyéni műugrás       | 295,98    | 7.        | 514,98   | 7.       | 523,05  | 10.      |
| Eryn Bulmer                  | Egyéni műugrás       | 258,93    | 20.       | kiesett  | kiesett  | kiesett | kiesett  |
| Anne Montminy                | Egyéni toronyugrás   | 339,93    | 3.        | 525,81   | 3.       | 540,15  |          |
| Emilie Heymans               | Egyéni toronyugrás   | 333,78    | 4.        | 516,42   | 4.       | 511,92  | 5.       |
| Eryn Bulmer Blythe Hartley   | Szinkron műugrás     |           |           |          |          | 279,00  | 5.       |
| Emilie Heymans Anne Montminy | Szinkron toronyugrás |           |           |          |          | 312,03  |          |

## Ökölvívás
| Versenyző       | Versenyszám     | Selejtező                       | Nyolcaddöntő                   | Negyeddöntő                  | Elődöntő          | Döntő             | Helyezés |
| Versenyző       | Versenyszám     | Ellenfél Eredmény               | Ellenfél Eredmény              | Ellenfél Eredmény            | Ellenfél Eredmény | Ellenfél Eredmény | Helyezés |
| --------------- | --------------- | ------------------------------- | ------------------------------ | ---------------------------- | ----------------- | ----------------- | -------- |
| Andrew Kooner   | Légsúly         | Nacer Keddam (ALG) · 18-11      | Vicsan Ponlit (THA) · 7-11     | kiesett                      | kiesett           | kiesett           | 9.       |
| Mike Strange    | Kisváltósúly    | Nurhan Süleymanoğlu (TUR) · 3-9 | kiesett                        | kiesett                      | kiesett           | kiesett           | 17.      |
| Scott MacIntosh | Nagyváltósúly   | Sakio Bika Mbah (CMR) · 8-5     | Jermain Taylor (USA) · 9-23    | kiesett                      | kiesett           | kiesett           | 9.       |
| Don Orr         | Középsúly       | Dzsitender Kumár (IND) · RSC    | kiesett                        | kiesett                      | kiesett           | kiesett           | 17.      |
| Troy Amos-Ross  | Félnehézsúly    | erőnyerő                        | Jegbefumere Albert (NGR) · RSC | kiesett                      | kiesett           | kiesett           | 9.       |
| Mark Simmons    | Nehézsúly       |                                 | Rohollah Husseini (IRI) · 11-6 | Sebastian Köber (GER) · 1-16 | kiesett           | kiesett           | 7.       |
| Art Binkowski   | Szupernehézsúly |                                 | Michael Macaque (MRI) · 21-14  | Rustam Saidov (UZB) · 2-17   | kiesett           | kiesett           | 8.       |

RSC - a játékvezető megállította a mérkőzést

## Röplabda

### Strandröplabda

#### Férfi
| Versenyző                    | 1. forduló                                                             | Reményág          | Reményág          | Nyolcaddöntő                                                   | Negyeddöntő                                                | Elődöntő          | Döntő             | Helyezés |
| Versenyző                    | 1. forduló                                                             | 1. forduló        | 2. forduló        | Nyolcaddöntő                                                   | Negyeddöntő                                                | Elődöntő          | Döntő             | Helyezés |
| Versenyző                    | Ellenfél Eredmény                                                      | Ellenfél Eredmény | Ellenfél Eredmény | Ellenfél Eredmény                                              | Ellenfél Eredmény                                          | Ellenfél Eredmény | Ellenfél Eredmény | Helyezés |
| ---------------------------- | ---------------------------------------------------------------------- | ----------------- | ----------------- | -------------------------------------------------------------- | ---------------------------------------------------------- | ----------------- | ----------------- | -------- |
| John Child Mark Heese        | Franciaország (FRA) · Jean-Philippe Jodard · Christian Penigaud · 15-5 |                   |                   | Oroszország (RUS) · Szergej Jermisin · Mihail Kusnyerev · 15-6 | Brazília (BRA) · Zé Marco de Melo · Ricardo Santos · 13-15 | kiesett           | kiesett           | 5.       |
| Jody Holden Conrad Leinemann | Egyesült Államok (USA) · Rob Heidger · Kevin Wong · 17-15              |                   |                   | Németország (GER) · Jorg Ahmann · Axel Hager · 6-15            | kiesett                                                    | kiesett           | kiesett           | 9.       |

## Softball
| Kanadai softballcsapat-játékoskeret | Kanadai softballcsapat-játékoskeret                                                                                          |
| --- | --- |
| - Cherene Hiesl-Boyer - Colleen Thorburn-Smith - Denise Carriere - Erin Woods-White - Heather Newsham - Jacki Nichol - Jackie Lance - Lesley Attwell | - Nathalie Fradette - Sommer West - Vicky Bastarache - Hayley Wickenheiser - Kristy Odamura - Meaggan Wilton - Sandy Newsham |

### Eredmények
Csoportkör
| Csapat           | M | Gy | V | P+ | P– | Pk  |
| ---------------- | - | -- | - | -- | -- | --- |
| Japán            | 7 | 7  | 0 | 18 | 7  | +11 |
| Ausztrália       | 7 | 6  | 1 | 22 | 5  | +17 |
| Kína             | 7 | 5  | 2 | 26 | 4  | +22 |
| Egyesült Államok | 7 | 4  | 3 | 19 | 6  | +13 |
| Olaszország      | 7 | 2  | 5 | 3  | 27 | –24 |
| Új-Zéland        | 7 | 2  | 5 | 12 | 22 | –10 |
| Kuba             | 7 | 1  | 6 | 6  | 30 | –24 |
| Kanada           | 7 | 1  | 6 | 13 | 18 | –5  |

| 2000. szeptember 17. 10:30 |  | Kanada (CAN) | 0–6 | Egyesült Államok |  |  |
| 2000. szeptember 17. 10:30 |  |              |     |                  |  |  |

| 2000. szeptember 18. 17:30 |  | Új-Zéland (NZL) | 3–2 | Kanada |  |  |
| 2000. szeptember 18. 17:30 |  |                 |     |        |  |  |

| 2000. szeptember 19. 20:00 |  | Ausztrália (AUS) | 1–0 | Kanada |  |  |
| 2000. szeptember 19. 20:00 |  |                  |     |        |  |  |

| 2000. szeptember 20. 17:30 |  | Kanada (CAN) | 7–1 | Olaszország |  |  |
| 2000. szeptember 20. 17:30 |  |              |     |             |  |  |

| 2000. szeptember 21. 20:00 |  | Japán (JPN) | 4–3 | Kanada |  |  |
| 2000. szeptember 21. 20:00 |  |             |     |        |  |  |

| 2000. szeptember 22. 13:00 |  | Kanada (CAN) | 1–2 | Kuba |  |  |
| 2000. szeptember 22. 13:00 |  |              |     |      |  |  |

| 2000. szeptember 23. 13:00 |  | Kína (CHN) | 1–0 | Kanada |  |  |
| 2000. szeptember 23. 13:00 |  |            |     |        |  |  |

| Csapat | Helyezés |
| ------ | -------- |
| Kanada | 8.       |

## Sportlövészet
Férfi
| Versenyző      | Versenyszám           | Selejtező | Selejtező | Döntő   | Döntő    |
| Versenyző      | Versenyszám           | Pont      | Helyezés  | Pont    | Helyezés |
| -------------- | --------------------- | --------- | --------- | ------- | -------- |
| Wayne Sorensen | Légpuska              | 588       | 18.****   | kiesett | kiesett  |
| Wayne Sorensen | Sportpuska, összetett | 1131      | 42.       | kiesett | kiesett  |
| Wayne Sorensen | Sportpuska, fekvő     | 595       | 10.**     | kiesett | kiesett  |
| Roger Caron    | Sportpuska, fekvő     | 588       | 38.**     | kiesett | kiesett  |
| George Leary   | Trap                  | 114       | 9.***     | kiesett | kiesett  |
| Jason Caswell  | Skeet                 | 120       | 19.***    | kiesett | kiesett  |

Női
| Versenyző     | Versenyszám           | Selejtező | Selejtező | Döntő   | Döntő    |
| Versenyző     | Versenyszám           | Pont      | Helyezés  | Pont    | Helyezés |
| ------------- | --------------------- | --------- | --------- | ------- | -------- |
| Kim Eagles    | Légpisztoly           | 366       | 39.**     | kiesett | kiesett  |
| Kim Eagles    | Sportpisztoly         | 566       | 35.       | kiesett | kiesett  |
| Sharon Bowes  | Légpuska              | 389       | 32.***    | kiesett | kiesett  |
| Sharon Bowes  | Sportpuska, összetett | 571       | 26.**     | kiesett | kiesett  |
| Cari Johnson  | Sportpuska, összetett | 544       | 40.       | kiesett | kiesett  |
| Cari Johnson  | Légpuska              | 381       | 48.       | kiesett | kiesett  |
| Cynthia Meyer | Trap                  | 62        | 10.*      | kiesett | kiesett  |
| Cynthia Meyer | Dupla trap            | 101       | 4.        | 134     | 5.       |
| Sue Nattrass  | Dupla trap            | 93        | 15.       | kiesett | kiesett  |
| Sue Nattrass  | Trap                  | 63        | 9.        | kiesett | kiesett  |

* - egy másik versenyzővel azonos eredményt ért el

** - két másik versenyzővel azonos eredményt ért el

*** - három másik versenyzővel azonos eredményt ért el

**** - nyolc másik versenyzővel azonos eredményt ért el

## Súlyemelés
Férfi
| Versenyző        | Versenyszám | Szakítás | Szakítás | Lökés    | Lökés    | Összesen | Helyezés |
| Versenyző        | Versenyszám | Eredmény | Helyezés | Eredmény | Helyezés | Összesen | Helyezés |
| ---------------- | ----------- | -------- | -------- | -------- | -------- | -------- | -------- |
| Sébastien Groulx | 69 kg       | 130,0    | 16.      | 167,5    | 14.      | 297,5    | 15.      |

Női
| Versenyző       | Versenyszám | Szakítás | Szakítás | Lökés    | Lökés    | Összesen | Helyezés |
| Versenyző       | Versenyszám | Eredmény | Helyezés | Eredmény | Helyezés | Összesen | Helyezés |
| --------------- | ----------- | -------- | -------- | -------- | -------- | -------- | -------- |
| Maryse Turcotte | 58 kg       | 90,0     | 5.*      | 115,0    | 4.       | 205,0    | 4.       |

* - egy másik versenyzővel azonos eredményt ért el

## Szinkronúszás
| Versenyző | Versenyszám | Selejtező           | Selejtező           | Selejtező        | Selejtező        | Selejtező  | Selejtező  | Döntő               | Döntő               | Döntő            | Döntő            | Döntő      | Döntő      |
| Versenyző | Versenyszám | Technikai gyakorlat | Technikai gyakorlat | Szabad gyakorlat | Szabad gyakorlat | Összesítés | Összesítés | Technikai gyakorlat | Technikai gyakorlat | Szabad gyakorlat | Szabad gyakorlat | Összesítés | Összesítés |
| Versenyző | Versenyszám | Pont                | Hely.               | Pont             | Hely.            | Pont       | Hely.      | Pont                | Hely.               | Pont             | Hely.            | Pont       | Helyezés   |
| --- | ----------- | ------------------- | ------------------- | ---------------- | ---------------- | ---------- | ---------- | ------------------- | ------------------- | ---------------- | ---------------- | ---------- | ---------- |
| Claire Carver-Dias Fanny Létourneau                                                                                          | Páros       | 96,200              | 5.                  | 96,467           | 5.               | 96,374     | 5.         | 96,200              | 5.                  | 95,867           | 5.               | 95,984     | 5.         |
| Claire Carver-Dias Erin Chan Catherine Garceau Fanny Létourneau Kirstin Normand Jacinthe Taillon Reidun Tatham Lyne Beaumont | Csapat      |                     |                     |                  |                  |            |            | 96,533              | 3.                  | 97,800           | 3.               | 97,357     |            |

## Taekwondo
Női
| Versenyző          | Versenyszám | Selejtező                   | Negyeddöntő                 | Elődöntő          | Vigaszág negyeddöntő | Vigaszág elődöntő           | Bronz- mérkőzés            | Döntő             | Helyezés |
| Versenyző          | Versenyszám | Ellenfél Eredmény           | Ellenfél Eredmény           | Ellenfél Eredmény | Ellenfél Eredmény    | Ellenfél Eredmény           | Ellenfél Eredmény          | Ellenfél Eredmény | Helyezés |
| ------------------ | ----------- | --------------------------- | --------------------------- | ----------------- | -------------------- | --------------------------- | -------------------------- | ----------------- | -------- |
| Dominique Bosshart | Nehézsúly   | Veera Liukkonen (FIN) · 5-4 | Natalja Ivanova (RUS) · 6-8 |                   |                      | Adriana Carmona (VEN) · 9-8 | Nataša Vezmar (CRO) · 11-8 |                   |          |

## Tenisz
Férfi
| Versenyző                      | Versenyszám | 64-es főtábla                     | 32-es főtábla                                              | Nyolcaddöntő                                                        | Negyeddöntő                                                | Elődöntő                                                                       | Bronz- mérkőzés   | Döntő                                                                    | Helyezés |
| Versenyző                      | Versenyszám | Ellenfél Eredmény                 | Ellenfél Eredmény                                          | Ellenfél Eredmény                                                   | Ellenfél Eredmény                                          | Ellenfél Eredmény                                                              | Ellenfél Eredmény | Ellenfél Eredmény                                                        | Helyezés |
| ------------------------------ | ----------- | --------------------------------- | ---------------------------------------------------------- | ------------------------------------------------------------------- | ---------------------------------------------------------- | ------------------------------------------------------------------------------ | ----------------- | ------------------------------------------------------------------------ | -------- |
| Daniel Nestor                  | Egyes       | Barry Cowan (GBR) · 5–7, 6–1, 6–4 | Patrick Rafter (AUS) · 7–5, 7–6                            | Juan Carlos Ferrero (ESP) · 6–7, 3–6                                | kiesett                                                    | kiesett                                                                        | kiesett           | kiesett                                                                  | 9.       |
| Sébastien Lareau               | Egyes       | Michael Chang (USA) · 7–6, 6–3    | Mikael Tillström (SWE) · 1–6, 6–3, 3–6                     | kiesett                                                             | kiesett                                                    | kiesett                                                                        | kiesett           | kiesett                                                                  | 17.      |
| Sébastien Lareau Daniel Nestor | Páros       |                                   | Brazília (BRA) · Gustavo Kuerten · Jaime Oncins · 6–1, 6–4 | Venezuela (VEN) · Jimy Szymanski · José Antonio de Armas · 6–3, 6–4 | Németország (GER) · Tommy Haas · David Prinosil · 6–0, 6–4 | Dél-afrikai Köztársaság (RSA) · David Adams · John-Laffnie de Jager · 6–1, 6–2 |                   | Ausztrália (AUS) · Todd Woodbridge · Mark Woodforde · 5–7, 6–3, 6–4, 7–6 |          |

Női
| Versenyző                     | Versenyszám | 64-es főtábla                     | 32-es főtábla                                                        | Nyolcaddöntő      | Negyeddöntő       | Elődöntő          | Bronz- mérkőzés   | Döntő             | Helyezés |
| Versenyző                     | Versenyszám | Ellenfél Eredmény                 | Ellenfél Eredmény                                                    | Ellenfél Eredmény | Ellenfél Eredmény | Ellenfél Eredmény | Ellenfél Eredmény | Ellenfél Eredmény | Helyezés |
| ----------------------------- | ----------- | --------------------------------- | -------------------------------------------------------------------- | ----------------- | ----------------- | ----------------- | ----------------- | ----------------- | -------- |
| Sonya Jeyaseelan              | Egyes       | Sabine Appelmans (BEL) · 5–7, 2–6 | kiesett                                                              | kiesett           | kiesett           | kiesett           | kiesett           | kiesett           | 33.      |
| Sonya Jeyaseelan Vanessa Webb | Páros       |                                   | Egyesült Államok (USA) · Serena Williams · Venus Williams · 3–6, 1–6 | kiesett           | kiesett           | kiesett           | kiesett           | kiesett           | 9.       |

## Tollaslabda
| Versenyző                         | Versenyszám  | Selejtező                             | 32-es főtábla                                                                 | Nyolcaddöntő                                                             | Negyeddöntő       | Elődöntő          | Döntő             | Helyezés |
| Versenyző                         | Versenyszám  | Ellenfél Eredmény                     | Ellenfél Eredmény                                                             | Ellenfél Eredmény                                                        | Ellenfél Eredmény | Ellenfél Eredmény | Ellenfél Eredmény | Helyezés |
| --------------------------------- | ------------ | ------------------------------------- | ----------------------------------------------------------------------------- | ------------------------------------------------------------------------ | ----------------- | ----------------- | ----------------- | -------- |
| Mike Beres                        | Férfi egyes  | erőnyerő                              | Kevin Han (USA) · 5–15, 3–15                                                  | kiesett                                                                  | kiesett           | kiesett           | kiesett           | 17.      |
| Brent Olynyk Bryan Moody          | Férfi páros  |                                       | Kína (CHN) · Csang Csün · Csang Vej · mérkőzés nélkül                         | Dánia (DEN) · Jens Eriksen · Jesper Larsen · 2–15, 1–15                  | kiesett           | kiesett           | kiesett           | 9.       |
| Milaine Cloutier                  | Női egyes    | erőnyerő                              | Kim Dzsihjon (KOR) · 1–11, 3–11                                               | kiesett                                                                  | kiesett           | kiesett           | kiesett           | 17.      |
| Kara Solmundson                   | Női egyes    | Lidya Djaelawijaya (INA) · 4–11, 4–11 | kiesett                                                                       | kiesett                                                                  | kiesett           | kiesett           | kiesett           | 33.      |
| Robbyn Hermitage                  | Női egyes    | Rayoni Head (AUS) · 7–11, 2–11        | kiesett                                                                       | kiesett                                                                  | kiesett           | kiesett           | kiesett           | 33.      |
| Milaine Cloutier Robbyn Hermitage | Női páros    |                                       | Ausztrália (AUS) · Amanda Hardy · Rhonda Cator · 15–13, 15–6                  | Nagy-Britannia (GBR) · Donna Kellogg · Joanne Wright-Goode · 4–15, 10–15 | kiesett           | kiesett           | kiesett           | 9.       |
| Kara Solmundson Mike Beres        | Vegyes páros |                                       | Mauritius (MRI) · Marie-Hélène Valérie-Pierre · Stephan Beeharry · 15–2, 15–6 | Dánia (DEN) · Rikke Olsen · Michael Søgaard · 8–15, 2–15                 | kiesett           | kiesett           | kiesett           | 9.       |
| Milaine Cloutier Bryan Moody      | Vegyes páros |                                       | Németország (GER) · Nicol Pitro · Michael Keck · 6–15, 13–15                  | kiesett                                                                  | kiesett           | kiesett           | kiesett           | 17.      |
| Robbyn Hermitage Brent Olynyk     | Vegyes páros |                                       | Nagy-Britannia (GBR) · Joanne Wright-Goode · Simon Archer · 9–15, 9–15        | kiesett                                                                  | kiesett           | kiesett           | kiesett           | 17.      |

## Torna
Férfi
| Versenyző     | Versenyszám      | Selejtező | Selejtező | Döntő    | Döntő    |
| Versenyző     | Versenyszám      | Pontszám  | Helyezés  | Pontszám | Helyezés |
| ------------- | ---------------- | --------- | --------- | -------- | -------- |
| Kyle Shewfelt | Talaj            | 9,575     | 12.*      | kiesett  | kiesett  |
| Kyle Shewfelt | Ugrás            | 9,575     | 25.*      | kiesett  | kiesett  |
| Kyle Shewfelt | Egyéni összetett | 19,150    | 89.       | kiesett  | kiesett  |
| Sasha Jeltkov | Talaj            | 8,037     | 74.       | kiesett  | kiesett  |
| Sasha Jeltkov | Nyújtó           | 9,662     | 21.***    | kiesett  | kiesett  |
| Sasha Jeltkov | Egyéni összetett | 17,699    | 92.       | kiesett  | kiesett  |

Női
| Versenyző                                                                                  | Versenyszám      | Selejtező | Selejtező | Döntő    | Döntő    |
| Versenyző                                                                                  | Versenyszám      | Pontszám  | Helyezés  | Pontszám | Helyezés |
| ------------------------------------------------------------------------------------------ | ---------------- | --------- | --------- | -------- | -------- |
| Kate Richardson                                                                            | Talaj            | 9,362     | 28.       | kiesett  | kiesett  |
| Kate Richardson                                                                            | Ugrás            | 9,287     | 33.       | kiesett  | kiesett  |
| Kate Richardson                                                                            | Felemás korlát   | 9,612     | 28.       | kiesett  | kiesett  |
| Kate Richardson                                                                            | Gerenda          | 9,075     | 60.       | kiesett  | kiesett  |
| Kate Richardson                                                                            | Egyéni összetett | 37,336    | 27.       | 37,530   | 15.      |
| Yvonne Tousek                                                                              | Talaj            | 9,550     | 18.*      | kiesett  | kiesett  |
| Yvonne Tousek                                                                              | Ugrás            | 9,131     | 50.*      | kiesett  | kiesett  |
| Yvonne Tousek                                                                              | Felemás korlát   | 9,662     | 18.       | kiesett  | kiesett  |
| Yvonne Tousek                                                                              | Gerenda          | 9,537     | 26.*      | kiesett  | kiesett  |
| Yvonne Tousek                                                                              | Egyéni összetett | 37,880    | 14.       | 36,281   | 32.      |
| Lise Leveille                                                                              | Talaj            | 8,587     | 70.       | kiesett  | kiesett  |
| Lise Leveille                                                                              | Ugrás            | 8,912     | 71.       | kiesett  | kiesett  |
| Lise Leveille                                                                              | Felemás korlát   | 9,400     | 48.**     | kiesett  | kiesett  |
| Lise Leveille                                                                              | Gerenda          | 9,425     | 34.       | kiesett  | kiesett  |
| Lise Leveille                                                                              | Egyéni összetett | 36,324    | 48.**     | kiesett  | kiesett  |
| Julie Beaulieu                                                                             | Talaj            | 7,912     | 79.       | kiesett  | kiesett  |
| Julie Beaulieu                                                                             | Ugrás            | 9,093     | 57.       | kiesett  | kiesett  |
| Julie Beaulieu                                                                             | Felemás korlát   | 9,587     | 29.       | kiesett  | kiesett  |
| Julie Beaulieu                                                                             | Gerenda          | 9,412     | 35.       | kiesett  | kiesett  |
| Julie Beaulieu                                                                             | Egyéni összetett | 36,004    | 51.       | kiesett  | kiesett  |
| Michelle Conway                                                                            | Talaj            | 9,612     | 10.***    | kiesett  | kiesett  |
| Michelle Conway                                                                            | Ugrás            | 9,143     | 48.*      | kiesett  | kiesett  |
| Michelle Conway                                                                            | Felemás korlát   | 9,450     | 44.*      | kiesett  | kiesett  |
| Michelle Conway                                                                            | Egyéni összetett | 28,205    | 67.       | kiesett  | kiesett  |
| Crystal Gilmore                                                                            | Gerenda          | 9,437     | 32.*      | kiesett  | kiesett  |
| Crystal Gilmore                                                                            | Egyéni összetett | 9,437     | 94.       | kiesett  | kiesett  |
| Yvonne Tousek Kate Richardson Lise Leveille Julie Beaulieu Michelle Conway Crystal Gilmore | Csapat összetett | 149,887   | 9.        | kiesett  | kiesett  |

* - egy másik versenyzővel azonos eredményt ért el

** - két másik versenyzővel azonos eredményt ért el

### Ritmikus gimnasztika
| Versenyző         | Versenyszám | Selejtező | Selejtező | Selejtező | Selejtező | Selejtező | Selejtező | Selejtező | Selejtező | Selejtező | Selejtező | Döntő   | Döntő   | Döntő   | Döntő   | Döntő   | Döntő   | Döntő   | Döntő   | Döntő    | Döntő    |
| Versenyző         | Versenyszám | Kötél     | Kötél     | Karika    | Karika    | Labda     | Labda     | Szalag    | Szalag    | Összesen  | Összesen  | Kötél   | Kötél   | Karika  | Karika  | Labda   | Labda   | Szalag  | Szalag  | Összesen | Összesen |
| Versenyző         | Versenyszám | Pont      | Hely.     | Pont      | Hely.     | Pont      | Hely.     | Pont      | Hely.     | Pont      | Hely.     | Pont    | Hely.   | Pont    | Hely.   | Pont    | Hely.   | Pont    | Hely.   | Pont     | Hely.    |
| ----------------- | ----------- | --------- | --------- | --------- | --------- | --------- | --------- | --------- | --------- | --------- | --------- | ------- | ------- | ------- | ------- | ------- | ------- | ------- | ------- | -------- | -------- |
| Emilie Livingston | Egyéni      | 9,525     | 20.       | 9,591     | 18.*      | 9,575     | 17.*      | 9,575     | 17.*      | 38,266    | 18.       | kiesett | kiesett | kiesett | kiesett | kiesett | kiesett | kiesett | kiesett | kiesett  | kiesett  |

* - egy másik versenyzővel azonos eredményt ért el

### Trambulin
| Versenyző       | Versenyszám | Selejtező | Selejtező | Döntő    | Döntő    |
| Versenyző       | Versenyszám | Pontszám  | Helyezés  | Pontszám | Helyezés |
| --------------- | ----------- | --------- | --------- | -------- | -------- |
| Mathieu Turgeon | Férfi       | 66,1      | 6.        | 39,1     |          |
| Karen Cockburn  | Női         | 65,0      | 4.        | 37,4     |          |

## Triatlon
| Versenyző               | Versenyszám | 1,5 km úszás | Depózás 1 | 40 km kerékpározás | Depózás 2     | 10 km futás   | Összesítés    | Összesítés    |
| Versenyző               | Versenyszám | Idő          | Idő       | Idő                | Idő           | Idő           | Idő           | Helyezés      |
| ----------------------- | ----------- | ------------ | --------- | ------------------ | ------------- | ------------- | ------------- | ------------- |
| Simon Whitfield         | Férfi       | 17:56,59     | 21,50     | 58:54,40           | 17,80         | 30:53,73      | 1:48:24,02    |               |
| Isabelle Turcotte Baird | Női         | 20:32,68     | 27,30     | 1:08:13,00         | 24,10         | 38:52,41      | 2:08:29,49    | 31.           |
| Sharon Donnelly         | Női         | 20:00,88     | 31,60     | 1:14:18,80         | 22,70         | 39:21,61      | 2:14:35,59    | 38.           |
| Carol Montgomery        | Női         | 20:03,58     | 29,60     | nem teljesítette   | nem ért célba | nem ért célba | nem ért célba | nem ért célba |

## Úszás
Férfi
| Versenyző                                                                              | Versenyszám            | Előfutam | Előfutam | Előfutam | Elődöntő | Elődöntő | Elődöntő | Döntő   | Döntő    |
| Versenyző                                                                              | Versenyszám            | Idő      | Hely.    | Össz.    | Idő      | Hely.    | Össz.    | Idő     | Helyezés |
| -------------------------------------------------------------------------------------- | ---------------------- | -------- | -------- | -------- | -------- | -------- | -------- | ------- | -------- |
| Craig Hutchison                                                                        | 50 m gyors             | kizárták | kizárták | kizárták | kiesett  | kiesett  | kiesett  | kiesett | kiesett  |
| Craig Hutchison                                                                        | 100 m gyors            | 50,90    | 5.       | 29.      | kiesett  | kiesett  | kiesett  | kiesett | kiesett  |
| Yannick Lupien                                                                         | 100 m gyors            | 50,62    | 7.       | 26.      | kiesett  | kiesett  | kiesett  | kiesett | kiesett  |
| Rick Say                                                                               | 200 m gyors            | 1:48,62  | 3.       | 5.       | 1:48,50  | 3.       | 5.       | 1:48,76 | 7.       |
| Rick Say                                                                               | 400 m gyors            | 3:52,72  | 6.       | 15.      |          |          |          | kiesett | kiesett  |
| Mark Johnston                                                                          | 400 m gyors            | 3:54,99  | 7.       | 21.      |          |          |          | kiesett | kiesett  |
| Mark Johnston                                                                          | 200 m gyors            | 1:50,92  | 8.       | 21.      | kiesett  | kiesett  | kiesett  | kiesett | kiesett  |
| Andrew Hurd                                                                            | 1500 m gyors           | 15:30,98 | 7.       | 23.      |          |          |          | kiesett | kiesett  |
| Tim Peterson                                                                           | 1500 m gyors           | 15:34,94 | 8.       | 27.      |          |          |          | kiesett | kiesett  |
| Craig Hutchison Yannick Lupien Rick Say Robbie Taylor                                  | 4 × 100 m gyorsváltó   | 3:21,98  | 5.       | 13.      |          |          |          | kiesett | kiesett  |
| Mark Johnston Mike Mintenko Rick Say Yannick Lupien Brian Johns                        | 4 × 200 m gyorsváltó   | 7:21,45  | 3.       | 7.       |          |          |          | 7:21,92 | 7.       |
| Mark Versfeld                                                                          | 100 m hát              | 56,50    | 7.       | 26.      | kiesett  | kiesett  | kiesett  | kiesett | kiesett  |
| Chris Renaud                                                                           | 100 m hát              | 55,85    | 5.       | 14.      | 55,70    | 4.       | 11.      | kiesett | kiesett  |
| Chris Renaud                                                                           | 200 m hát              | 2:00,51  | 4.       | 11.      | 2:01,19  | 6.       | 13.      | kiesett | kiesett  |
| Dustin Hersee                                                                          | 200 m hát              | 2:01,34  | 7.       | 20.      | kiesett  | kiesett  | kiesett  | kiesett | kiesett  |
| Morgan Knabe                                                                           | 100 m mell             | 1:01,81  | 3.       | 6.       | 1:01,70  | 3.       | 7.       | 1:01,58 | 6.       |
| Morgan Knabe                                                                           | 200 m mell             | 2:14,18  | 1.       | 3.       | 2:14,01  | 5.       | 10.      | kiesett | kiesett  |
| Mike Mintenko                                                                          | 100 m pillangó         | 52,90    | 2.       | 3.       | 53,00    | 4.       | 5.       | 52,58   | 5.*      |
| Shamek Pietucha                                                                        | 100 m pillangó         | 54,14    | 8.       | 22.      | kiesett  | kiesett  | kiesett  | kiesett | kiesett  |
| Shamek Pietucha                                                                        | 200 m pillangó         | 1:59,59  | 8.       | 17.*     | kiesett  | kiesett  | kiesett  | kiesett | kiesett  |
| Brian Johns                                                                            | 200 m vegyes           | 2:03,12  | 6.       | 15.      | 2:02,92  | 8.       | 15.      | kiesett | kiesett  |
| Curtis Myden                                                                           | 200 m vegyes           | 2:01,95  | 2.       | 4.       | 2:01,99  | 6.       | 10.      | kiesett | kiesett  |
| Curtis Myden                                                                           | 400 m vegyes           | 4:16,55  | 2.       | 3.       |          |          |          | 4:15,33 |          |
| Owen Von Richter                                                                       | 400 m vegyes           | 4:25,70  | 7.       | 29.      |          |          |          | kiesett | kiesett  |
| Chris Renaud Morgan Knabe Mike Mintenko Craig Hutchison Yannick Lupien Shamek Pietucha | 4 × 100 m vegyes váltó | 3:40,56  | 3.       | 8.       |          |          |          | 3:39,88 | 6.       |

Női
| Versenyző                                                                                          | Versenyszám            | Előfutam | Előfutam | Előfutam | Elődöntő | Elődöntő | Elődöntő | Döntő   | Döntő    |
| Versenyző                                                                                          | Versenyszám            | Idő      | Hely.    | Össz.    | Idő      | Hely.    | Össz.    | Idő     | Helyezés |
| -------------------------------------------------------------------------------------------------- | ---------------------- | -------- | -------- | -------- | -------- | -------- | -------- | ------- | -------- |
| Nadine Rolland                                                                                     | 50 m gyors             | 26,04    | 7.       | 22.      | kiesett  | kiesett  | kiesett  | kiesett | kiesett  |
| Jenna Gresdal                                                                                      | 50 m gyors             | 26,79    | 8.       | 38.      | kiesett  | kiesett  | kiesett  | kiesett | kiesett  |
| Laura Nicholls                                                                                     | 100 m gyors            | 56,30    | 5.       | 14.      | 55,94    | 7.       | 13.*     | kiesett | kiesett  |
| Laura Nicholls                                                                                     | 200 m gyors            | 2:02,69  | 7.       | 23.      | kiesett  | kiesett  | kiesett  | kiesett | kiesett  |
| Karine Legault                                                                                     | 400 m gyors            | 4:15,55  | 7.       | 19.      |          |          |          | kiesett | kiesett  |
| Karine Legault                                                                                     | 800 m gyors            | 8:43,56  | 5.       | 16.      |          |          |          | kiesett | kiesett  |
| Marianne Limpert Shannon Shakespeare Laura Nicholls Jessica Deglau                                 | 4 × 100 m gyorsváltó   | 3:43,82  | 3.       | 7.       |          |          |          | 3:42,92 | 7.       |
| Marianne Limpert Shannon Shakespeare Joanne Malar Jessica Deglau Katie Brambley Jen Button         | 4 × 200 m gyorsváltó   | 8:07,12  | 3.       | 7.       |          |          |          | 8:02,65 | 5.       |
| Michelle Lischinsky                                                                                | 100 m hát              | 1:02,89  | 5.       | 14.      | 1:02,55  | 7.       | 15.      | kiesett | kiesett  |
| Kelly Stefanyshyn                                                                                  | 100 m hát              | 1:02,78  | 4.       | 12.      | 1:02,35  | 5.       | 13.*     | kiesett | kiesett  |
| Kelly Stefanyshyn                                                                                  | 200 m hát              | 2:14,28  | 4.       | 13.      | 2:13,39  | 5.       | 8.       | 2:14,57 | 8.       |
| Rhiannon Leier                                                                                     | 100 m mell             | 1:09,68  | 4.       | 12.      | 1:09,63  | 6.       | 11.      | kiesett | kiesett  |
| Christin Petelski                                                                                  | 100 m mell             | 1:09,57  | 5.       | 10.      | 1:09,54  | 5.       | 10.      | kiesett | kiesett  |
| Christin Petelski                                                                                  | 200 m mell             | 2:29,11  | 4.       | 14.      | 2:29,43  | 6.       | 13.      | kiesett | kiesett  |
| Jen Button                                                                                         | 100 m pillangó         | 1:00,83  | 2.       | 20.      | kiesett  | kiesett  | kiesett  | kiesett | kiesett  |
| Jen Button                                                                                         | 200 m pillangó         | 2:11,74  | 6.       | 17.      | kiesett  | kiesett  | kiesett  | kiesett | kiesett  |
| Jessica Deglau                                                                                     | 200 m pillangó         | 2:12,86  | 7.       | 22.      | kiesett  | kiesett  | kiesett  | kiesett | kiesett  |
| Jessica Deglau                                                                                     | 100 m pillangó         | 1:00,97  | 6.       | 21.*     | kiesett  | kiesett  | kiesett  | kiesett | kiesett  |
| Jessica Deglau                                                                                     | 200 m gyors            | 2:01,42  | 6.       | 18.*     | kiesett  | kiesett  | kiesett  | kiesett | kiesett  |
| Marianne Limpert                                                                                   | 200 m vegyes           | 2:15,07  | 3.       | 6.       | 2:13,90  | 3.       | 5.       | 2:13,44 | 4.       |
| Joanne Malar                                                                                       | 200 m vegyes           | 2:13,92  | 2.       | 4.       | 2:13,59  | 2.       | 4.       | 2:13,70 | 5.       |
| Joanne Malar                                                                                       | 400 m vegyes           | 4:42,65  | 2.       | 6.       |          |          |          | 4:45,17 | 7.       |
| Kelly Stefanyshyn Christin Petelski Jen Button Marianne Limpert Michelle Lischinsky Laura Nicholls | 4 × 100 m vegyes váltó | 4:08,47  | 4.       | 8.       |          |          |          | 4:07,55 | 6.       |

* - egy másik versenyzővel azonos eredményt ért el

## Vitorlázás
Férfi
| Versenyző      | Versenyszám | Futam | Futam | Futam | Futam | Futam | Futam | Futam | Futam | Futam | Futam | Futam | Pontszám | Helyezés |
| Versenyző      | Versenyszám | 1     | 2     | 3     | 4     | 5     | 6     | 7     | 8     | 9     | 10    | 11    | Pontszám | Helyezés |
| -------------- | ----------- | ----- | ----- | ----- | ----- | ----- | ----- | ----- | ----- | ----- | ----- | ----- | -------- | -------- |
| Richard Clarke | Finn dingi  | 14    | (20)  | 8     | 14    | 16    | 7     | 13    | 14    | 20    | 8     | (26*) | 114,0    | 17.      |

Női
| Versenyző       | Versenyszám     | Futam | Futam | Futam | Futam | Futam | Futam | Futam | Futam | Futam | Futam | Futam | Pontszám | Helyezés |
| Versenyző       | Versenyszám     | 1     | 2     | 3     | 4     | 5     | 6     | 7     | 8     | 9     | 10    | 11    | Pontszám | Helyezés |
| --------------- | --------------- | ----- | ----- | ----- | ----- | ----- | ----- | ----- | ----- | ----- | ----- | ----- | -------- | -------- |
| Caroll-Ann Alie | Szörfvitorlázás | 15    | (21)  | 16    | (27)  | 12    | 17    | 18    | 20    | 11    | 15    | 15    | 139,0    | 17.      |
| Beth Calkin     | Europe          | 17    | 4     | (24)  | 18    | 3     | (25)  | 1     | 14    | 4     | 20    | 4     | 85,0     | 11.      |

Nyílt
| Versenyző                | Versenyszám | Futam | Futam | Futam | Futam | Futam  | Futam | Futam | Futam  | Futam | Futam | Futam | Pontszám | Helyezés |
| Versenyző                | Versenyszám | 1     | 2     | 3     | 4     | 5      | 6     | 7     | 8      | 9     | 10    | 11    | Pontszám | Helyezés |
| ------------------------ | ----------- | ----- | ----- | ----- | ----- | ------ | ----- | ----- | ------ | ----- | ----- | ----- | -------- | -------- |
| Marty Essig              | Laser       | 27    | 16    | 7     | (35)  | 25     | 13    | 23    | (44*)  | 26    | 18    | 21    | 176,0    | 24.      |
| Ross MacDonald Kai Bjorn | Csillaghajó | 7,0   | 5,0   | 13,0  | 4,0   | (14,0) | 5,0   | 3,0   | (17,0) | 5,0   | 5,0   | 1,0   | 48,0     | 5.       |

| Versenyző                           | Versenyszám | Futam | Futam | Futam | Futam | Futam | Futam | Futam | Futam | 1. forduló | 1. forduló | 2. forduló | 2. forduló | Negyeddöntő | Negyeddöntő | Elődöntő | Elődöntő | Döntő   | Helyezés |
| Versenyző                           | Versenyszám | 1     | 2     | 3     | 4     | 5     | 6     | Pont  | Hely. | Gy–V       | Hely.      | Gy–V       | Hely.      | Gy–V        | Hely.       | Gy–V     | Hely.    | Gy–V    | Helyezés |
| ----------------------------------- | ----------- | ----- | ----- | ----- | ----- | ----- | ----- | ----- | ----- | ---------- | ---------- | ---------- | ---------- | ----------- | ----------- | -------- | -------- | ------- | -------- |
| Bill Abbott Matt Abbott Brad Boston | Soling      | 10    | 9     | 9     | (13)  | 12    | 8     | 48    | 13.   | kiesett    | kiesett    | kiesett    | kiesett    | kiesett     | kiesett     | kiesett  | kiesett  | kiesett | 13.      |

* - kizárták (korai rajt)

## Vívás
Férfi
| Versenyző    | Versenyszám       | Selejtező                 | 32-es főtábla               | Nyolcaddöntő      | Negyeddöntő       | Elődöntő          | Bronz- mérkőzés   | Döntő             | Helyezés |
| Versenyző    | Versenyszám       | Ellenfél Eredmény         | Ellenfél Eredmény           | Ellenfél Eredmény | Ellenfél Eredmény | Ellenfél Eredmény | Ellenfél Eredmény | Ellenfél Eredmény | Helyezés |
| ------------ | ----------------- | ------------------------- | --------------------------- | ----------------- | ----------------- | ----------------- | ----------------- | ----------------- | -------- |
| Laurie Shong | Párbajtőr, egyéni | David Nathan (AUS) · 15-8 | Fekete Attila (HUN) · 13-14 | kiesett           | kiesett           | kiesett           | kiesett           | kiesett           | 28.      |

Női
| Versenyző                                        | Versenyszám       | Selejtező                 | 32-es főtábla                         | Nyolcaddöntő                                                               | Negyeddöntő       | Elődöntő          | Bronz- mérkőzés   | Döntő             | Helyezés |
| Versenyző                                        | Versenyszám       | Ellenfél Eredmény         | Ellenfél Eredmény                     | Ellenfél Eredmény                                                          | Ellenfél Eredmény | Ellenfél Eredmény | Ellenfél Eredmény | Ellenfél Eredmény | Helyezés |
| ------------------------------------------------ | ----------------- | ------------------------- | ------------------------------------- | -------------------------------------------------------------------------- | ----------------- | ----------------- | ----------------- | ----------------- | -------- |
| Julie Mahoney                                    | Tőr, egyéni       | erőnyerő                  | Reka Zsofia Lazăr-Szabo (ROU) · 10-15 | kiesett                                                                    | kiesett           | kiesett           | kiesett           | kiesett           | 25.      |
| Jujie Luan                                       | Tőr, egyéni       | Szo Midzsong (KOR) · 8-15 | kiesett                               | kiesett                                                                    | kiesett           | kiesett           | kiesett           | kiesett           | 35.      |
| Sherraine Schalm-MacKay                          | Párbajtőr, egyéni | erőnyerő                  | Sangita Tripathi (FRA) · 13-15        | kiesett                                                                    | kiesett           | kiesett           | kiesett           | kiesett           | 19.      |
| Sherraine Schalm-MacKay Julie Mahoney Jujie Luan | Tőr, csapat       |                           |                                       | Ukrajna (UKR) · Ljudmila Vasziljeva · Olena Kolcova · Olha Lelejko · 35-45 | kiesett           | kiesett           | kiesett           | kiesett           | 9.       |

## Vízilabda

### Női
| Kanadai női vízilabdacsapat-játékoskeret                                                                                       | Kanadai női vízilabdacsapat-játékoskeret                                                   |
| --- | ------------------------------------------------------------------------------------------ |
| - Marie-Luc Arpin - Isabelle Auger - Johanne Bégin - Cora Campbell - Melissa Collins - Marie-Claude Deslières - Valérie Dionne | - Ann Dow - Sue Gardiner - Waneek Horn-Miller - Sandra Lizé - Josée Marsolais - Jana Salat |

#### Eredmények
Csoportkör
| Csapat                 | M | Gy | D | V | G+ | G– | Gk  | P |
| ---------------------- | - | -- | - | - | -- | -- | --- | - |
| Ausztrália (AUS)       | 5 | 4  | 0 | 1 | 35 | 20 | +15 | 8 |
| Egyesült Államok (USA) | 5 | 3  | 1 | 1 | 36 | 30 | +6  | 7 |
| Hollandia (NED)        | 5 | 3  | 0 | 2 | 27 | 26 | +1  | 6 |
| Oroszország (RUS)      | 5 | 2  | 1 | 2 | 36 | 29 | +7  | 5 |
| Kanada (CAN)           | 5 | 1  | 2 | 2 | 33 | 34 | –1  | 4 |
| Kazahsztán (KAZ)       | 5 | 0  | 0 | 5 | 23 | 51 | –28 | 0 |

| 2000. szeptember 16. 18:00 | Kanada (CAN)         | 7–7 | Oroszország (RUS) | Játékvezetők: Erhan Tulga (TUR), Patrick Clemencon (FRA) |
| 2000. szeptember 16. 18:00 | (2–3, 0–1, 2–2, 3–1) |     |                   | Játékvezetők: Erhan Tulga (TUR), Patrick Clemencon (FRA) |
| 2000. szeptember 16. 18:00 | Dow 3                |     | Petrova, Konuh 2  | Játékvezetők: Erhan Tulga (TUR), Patrick Clemencon (FRA) |

| 2000. szeptember 17. 18:00 | Egyesült Államok (USA) | 8–8 | Kanada (CAN)  | Játékvezetők: Boris Margeta (SLO), Vlastimil Kratochvil (SVK) |
| 2000. szeptember 17. 18:00 | (3–3, 2–3, 0–2, 3–0)   |     |               | Játékvezetők: Boris Margeta (SLO), Vlastimil Kratochvil (SVK) |
| 2000. szeptember 17. 18:00 | Beauregard 3           |     | Horn-Miller 3 | Játékvezetők: Boris Margeta (SLO), Vlastimil Kratochvil (SVK) |

| 2000. szeptember 18. 19:15 | Kanada (CAN)         | 10–3 | Kazahsztán (KAZ) | Játékvezetők: Rolf Helmut Ludecke (GER), Vahid Moradi Shahpar (IRI) |
| 2000. szeptember 18. 19:15 | (3–1, 3–0, 1–2, 3–0) |      |                  | Játékvezetők: Rolf Helmut Ludecke (GER), Vahid Moradi Shahpar (IRI) |
| 2000. szeptember 18. 19:15 | négy játékos 2       |      | három játékos 1  | Játékvezetők: Rolf Helmut Ludecke (GER), Vahid Moradi Shahpar (IRI) |

| 2000. szeptember 19. 19:15 | Hollandia (NED)      | 7–4 | Kanada (CAN) | Játékvezetők: Angel Moliner Molins (ESP), Renato Dani (ITA) |
| 2000. szeptember 19. 19:15 | (3–0, 0–2, 2–2, 2–0) |     |              | Játékvezetők: Angel Moliner Molins (ESP), Renato Dani (ITA) |
| 2000. szeptember 19. 19:15 | Kuipers, de Bruijn 2 |     | Bégin 2      | Játékvezetők: Angel Moliner Molins (ESP), Renato Dani (ITA) |

| 2000. szeptember 20. 13:00 | Kanada (CAN)         | 4–9 | Ausztrália (AUS) | Játékvezetők: Rolf Helmut Ludecke (GER), Patrick Clemencon (FRA) |
| 2000. szeptember 20. 13:00 | (0–1, 2–4, 1–2, 1–2) |     |                  | Játékvezetők: Rolf Helmut Ludecke (GER), Patrick Clemencon (FRA) |
| 2000. szeptember 20. 13:00 | négy játékos 1       |     | Hankin 3         | Játékvezetők: Rolf Helmut Ludecke (GER), Patrick Clemencon (FRA) |

Az 5. helyért
| 2000. szeptember 22. 18:00 | Kanada (CAN)              | 9–8 (h. u.) | Kazahsztán (KAZ) | Játékvezetők: Andrew Jay Takata (USA), Philip Bower (AUS) |
| 2000. szeptember 22. 18:00 | (1–1, 3–3, 2–3, 2–1, 1–0) |             |                  | Játékvezetők: Andrew Jay Takata (USA), Philip Bower (AUS) |
| 2000. szeptember 22. 18:00 | négy játékos 2            |             | Piriszeva 3      | Játékvezetők: Andrew Jay Takata (USA), Philip Bower (AUS) |

| Csapat       | Helyezés |
| ------------ | -------- |
| Kanada (CAN) | 5.       |